# French Open 2015 – čtyřhra vozíčkářek
Obhájcem titulu soutěže čtyřhry vozíčkářek na pařížském French Open 2015 byly turnajové jedničky Jui Kamidžiová s Jordanne Whileyovou.
Soutěž vyhrála druhá nasazená dvojice složená z 30leté Jiske Griffioenové a 24leté Aniek van Kootové z Nizozemska, když v boji o titul zdolala japonsko-britský pár 21leté Jui Kamidžiové, hrající po boku 22leté Jordanne Whileyové. Poté, co si obě dvojice rozdělily úvodní dva sety poměrem 7–6 a 3–6, rozhodl o vítězkách až supertiebreak dvoubodovým rozdílem [10–8]. Oba páry se tak potkaly ve finále jako v předchozím ročníku 2014, a to s opačným výsledkem, když byl zachován i poměr míčů supertiebreaku.
Griffioenová získala třetí titul z Roland Garros, když antukový grandslam vyhrála již v letech 2008 a 2013. Pro van Kootovou to byla druhá pařížská trofej. Do žebříčku okruhu NEC Tour si každá z nich připsala 800 bodů a dvojice si rozdělila prémii 8 000 eur.

## Nasazení párů
1. Jui Kamidžiová /  Jordanne Whileyová (finále)
2. Jiske Griffioenová /  Aniek van Kootová (vítězky)

## Pavouk
| Legenda                                                       |                                                                        |                                                   |
| - Q – kvalifikant - WC – divoká karta - LL – šťastný poražený | - Alt – náhradník - SE – zvláštní výjimka - PR/SR – žebříčková ochrana | - w/o – bez boje - r – skreč - d – diskvalifikace |

|  | Semifinále | Semifinále                            | Semifinále                           | Semifinále | Semifinále |                                |                                        | Finále | Finále | Finále | Finále | Finále |
|  |            |                                       |                                      |            |            |                                |                                        |        |        |        |        |        |
|  | 1          | Jui Kamidžiová Jordanne Whileyová     | 6                                    | 6          |            |                                |                                        |        |        |        |        |        |
|  |            | Charlotte Faminová Sharon Walravenová | 3                                    | 1          |            |                                |                                        |        |        |        |        |        |
|  |            | Charlotte Faminová Sharon Walravenová | 3                                    | 1          | 1          | Jui Kamidžiová Jordanne Whiley | 61                                     | 6      | [8]    |        |        |        |
|  |            |                                       |                                      |            |            | Jui Kamidžiová Jordanne Whiley | 61                                     | 6      | [8]    |        |        |        |
|  |            | 2                                     | Jiske Griffioenová Aniek van Kootová | 7          | 3          | [10]                           |                                        |        |        |        |        |        |
|  |            | 2                                     | Jiske Griffioenová Aniek van Kootová | 7          | 3          | [10]                           | Marjolein Buisová Sabine Ellerbrocková | 6      | 2      | [6]    |        |        |
|  |            |                                       |                                      |            |            |                                | Marjolein Buisová Sabine Ellerbrocková | 6      | 2      | [6]    |        |        |
|  | 2          | Jiske Griffioenová Aniek van Kootová  | 3                                    | 6          | [10]       |                                |                                        |        |        |        |        |        |